# Зарянка (сборник)
Заря́нка — поэтический сборник русского поэта Сергея Есенина (1895—1925). Состоит из 10 стихотворений для детей. Подготовлен для публикации в 1916 году, издан впервые в 1964 году издательством Малыш (составитель: А. Козловский, «Введение»: А. Есенина, иллюстрации: Н. Захаржевский).
Макет издания хранится в ИРЛИ, архив М. В. Аверьянова, ф. 428, оп. I, № 132, лл. 1—12 (Козловский 1995, С. 325).

## Состав сборника
В макет сборника «Зарянка» с подзаголовком «Стихи для детей» Сергей Есенин включил десять стихотворений. Пять опубликованы в 1914 году: «Воробышки», «Пороша», «Берёза», «Колокол дремавший…», «С добрым утром!»; пять стихотворений ещё не публиковавшихся: «Прячет месяц за овинами…», «Вечер, как сажа…», «По лесу леший кричит на сову…», «За рекой горят огни…», «Молотьба» (Козловский 1995, С. 349—350).
На первом листе с названием макета сборника рукой поэта обозначено: «Книгоиздательство. 1916» (там же).

## История
После переезда в Москву в 1914 году Есенин начал активно издаваться в детских журналах (под псевдонимами). С того времени задумал издать книгу стихов для детей. Московский замысел завершился в Петрограде. В 1916 году макет книги подготовил сам Сергей Есенин и передал петроградскому издателю М. В. Аверьянову. Но публикация не состоялась ни в 1916-м, ни при жизни Сергея Есенина. Макет издания затерялся на десятки лет.
Обнаружен макет сборника в 1946 году в архиве Института литературы Академии наук СССР литературоведом Давидом Иосифовичем Золотницким. В том же году ленинградский журнал «Костёр» опубликовал подборку из сборника «Стихи Сергея Есенина». Перед тремя стихотворениями («Берёза», «Молотьба», «По лесу леший кричит на сову…») было краткое вступление, рассказывающее о первых поэтических годах Есенина, о его планах по изданию книжки, нарушенных войной, о том, как была сделана находка утерянного сборника и о первой публикации трех стихов (Козловский 1995, С. 367):
Девятнадцати лет С. Есенин приехал из рязанской деревни в Москву и поступил на работу в типографию.
Вскоре в тогдашних московских детских журналах („Мирок“, „Проталинка“) появились его первые стихотворения: „Поет зима — аукает…“, „Черемуха душистая…“ и другие.
В 1916 году Есенин намеревался выпустить свои стихи для детей отдельной книжкой, но помешала война.

Только теперь, спустя 30 лет, ленинградский литературовед Д. Золотницкий обнаружил рукопись книжки Есенина „Зарянка“ в архиве Института литературы Академии наук СССР. Ниже мы печатаем неизданные стихи из этой книжки

Первая публикация сборника произошла в 1964 году новейшим, менее года созданным, издательством «Малыш». Оно в 1963 году вышло из стен из издательства «Детский мир».
Автором введения к книге выступила младшая сестра поэта А. Есенина. Составитель А. Козловский включил к сборнику из 10 стихотворений другие произведения разных лет.

## Исследование сборника как целостного произведения
Наталья Гордиенко — одна из исследователей сборника. В специальной работе (Гордиенко 2004) выделяет ряд особенностей сборника.
Название «Зарянка» — небольшая певчая птица — сразу обращает читателя к миру природы. Стихи пронизаны стихией музыки благодаря использования звукописи (аллитераций, ассонансов); строчки богаты звуками природы, голосами птиц, песнями.
Стихотворения очень близки к характерным чертам детской речи — мало эпитетов, много действия; слова рифмуются через один-другой, зачастую хореем. Много игры, в том числе словесной.
Почти каждая строка сокращена до двух-трёх слов, поэтому рифмующиеся слова находятся вблизи друг от друга, привлекают особенное внимание ребёнка. Рифма из-за краткости строки является добавочно носителем смысла всей фразы.
В каждой строке синтаксический параллелизм: 4 предложения — 4 образа — 4 сменяющие друг друга картины, в основе которых лежит действие.
Каждый стих имеет своё предикативное ядро.
В стихотворениях из сборника «Зарянка» 7 из 10 стихов написаны хореем. На 100 глаголов и глагольных форм приходится 51 прилагательное (соотношение 2:1). Например, в стихотворении «По лесу леший кричит на сову…» употреблено 11 глаголов (кричит, прячутся, спит, чудится, колет, плачет, трясёт, идите, кричит, откликнись, зову) и 1 прилагательное (звонкое).

## Публикации
Зарянка [Текст] : сборник стихотворений : [для младшего школьного возраста] / ил.: Н. Захаржевский. — М. : Малыш, 1964. — 72 с. : ил.;